# Облога Пеліума
Облогу Пеліуму розпочав Александр Македонський проти іллірійських племен на території сучасної Албанії. Для Александра було критично важливо взяти цей пере
вал, оскільки він забезпечував легкий доступ до Іллірії та Македонії, що було терміново необхідно для придушення заворушень у Греції в цей час у Афінах і Фівах. Це був важливий пункт розмежування на початку правління Александра, оскільки він утвердив його серед дунайських племен на півночі як серйозного монарха, з яким слід рахуватися, так само, як він пізніше створить цей прецедент для грецьких міст-держав під його гегемонією. Зайняття цього місця дозволило Александру швидко направити свою армію до південної Греції, що зрештою призвело до повного знищення Фів.

## Передумови
Звістка про іллірійське повстання під проводом вождя Кліта і Главкія з Тавлантів вперше дійшла до вух Александра, коли він воював на Дунаї проти деяких північних племен, яких його батько, Філіпп II Македонський, раніше підкорив до задовільного рівня, хоча і не відверте підпорядкування. Оскільки ця територія була далеко від грецького театру військових дій, Філіпп був задоволений рівнем підкорення, до якого він їх понизив.
Новини про це повстання одразу стурбували Александра, оскільки саме укріплене поселення Пеліум займало один із найважливіших проходів між Іллірією та Македонією. У результаті цього Александру доведеться здійснити довгий похід навколо гірського масиву на півдні, а потім в Іллірію. На додаток до цього, без доступу до цього вирішального проходу, Александр міг бути відрізаним від Греції, яка щойно повстала, і врешті-решт зробить це знову за допомогою Великого Короля. Втрата цього проходу та довготривалий похід, що виник у результаті, дали б грецьким містам-державам на півдні достатньо часу, щоб підготуватися до прибуття Александра, поки він підкорює іллірійців.
Союзник Александра запропонував йому допомогу, захистивши його фланг від іллірійських племен, поки він йшов до Пеліуму. Лангар, з агріанців, часто вривався в країну автаріатів і зумів поставити їх у достатню охорону, щоб дозволити Александру пройти повз у відносному спокої. Успішно здійснивши цей похід, Александр прибув, щоб знайти Кліта, який контролював Пеліум і чекав прибуття короля Главкія з підкріпленням. Коли Александр прибув, Кліт, як повідомляється, приніс у жертву трьох хлопчиків, трьох дівчат і трьох чорних баранів перед зустріччю з македонянами.

## Початок
Александр прибув з 23 000 солдатів і вирішив негайно атакувати Пеліум, оскільки він сподівався вийти з-під контролю до того, як цар Главкій зможе прибути на допомогу до Кліта. Перше, що зробив Александр, прибувши, — розбив македонський табір.
Македонці виявили, що не тільки сам Пеліум, який панував на плато, був утриманий, але й висоти, що оточували рівнину міста. Закінчивши табір, Александр вирішив атакувати війська Кліта, які оточували висоту. Він зробив це з певною швидкістю, і в результаті цього штурму іллірійці відступили за стіни Пеліуму.
Потім Александр спробував взяти місто штурмом, але, зазнавши невдачі, він почав зводити циркуляцію та контраваляцію навколо Пеліума. Це, однак, було перервано прибуттям Главкія та його підкріплень наступного дня, що змусило Александра відступити з висот, які він захопив напередодні.

## Битва і облога

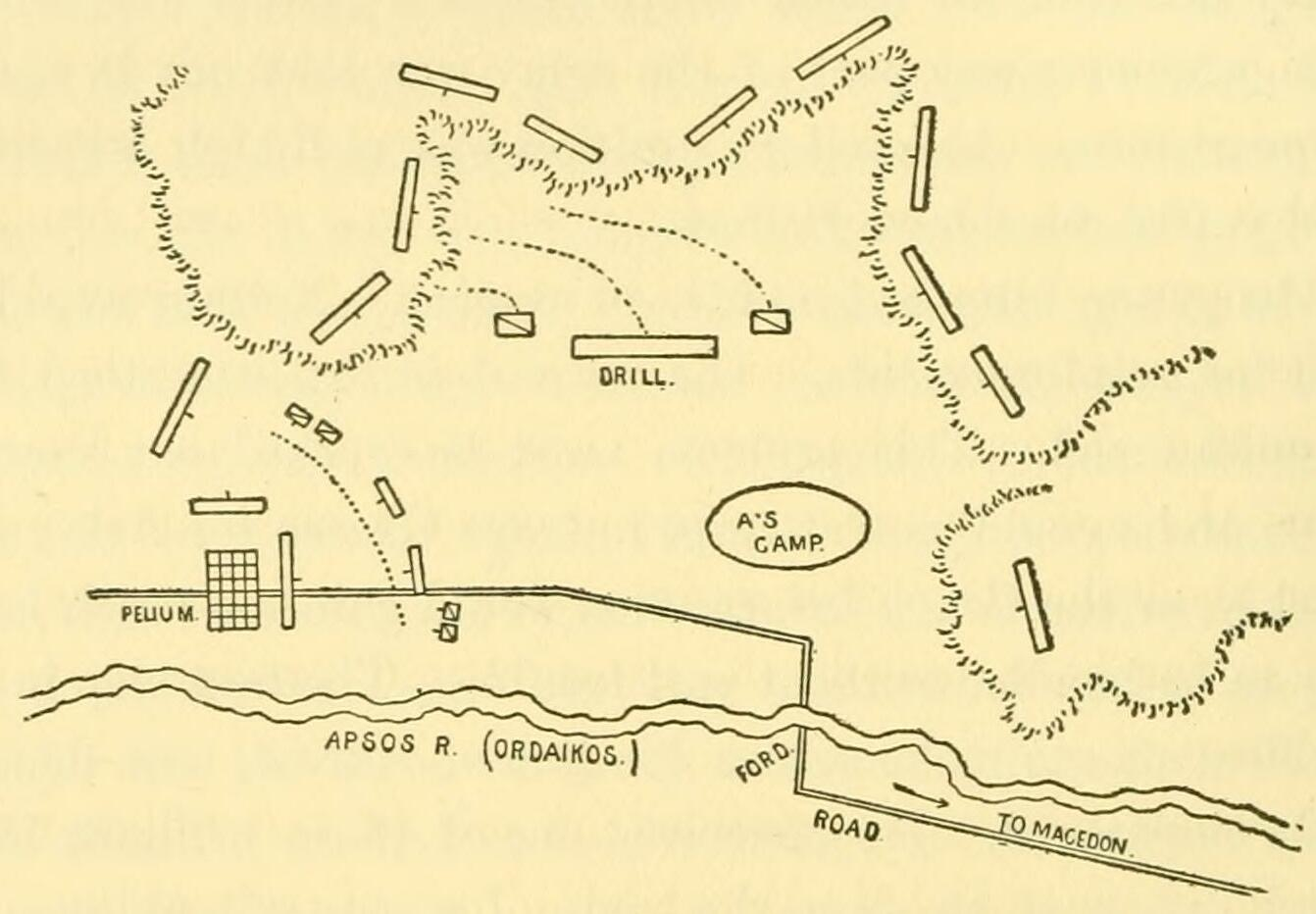
Пеліум Маневр

Після того, як цар Главкій витіснив назад на рівнину, Александр опинився в небезпечній ситуації. Його чисельно переважали іллірійці, які могли вільно накопичувати припаси. Проте, Александр дуже хотів швидко взяти Пелій, перш ніж Фіви та Афіни зможуть серйозно задуматися про загрозу гегемонії Македонії. Таким чином, Александр не тільки мав нагальні проблеми в іншому місці, але іллірійські сили були сповнені рішучості знищити сили Александра, і могли дозволити собі чекати.
Через брак припасів Александр послав Філота, одного зі своїх лейтенантів, шукати матеріали. Цар Главкій став свідком відходу цієї сили, переслідував і атакував фуражирів. Однак Александр з деякими труднощами зміг відбити нападників і вивести своїх гіпаспістів, агріанців і лучників.
Прагнучи захопити лінію відступу перед тим, як підкласти плече облозі, Александр хотів атакувати висоту, яка контролювала вузький прохід, через яке він пройшов. Це дефіле було невеликим, і лише чотири людини могли пройти ним в ряд. Він стягнув частину своєї піхоти та кавалерії перед самим поселенням Пеліум, щоб захистити цей маневр від нападу вилазки Кліта. Потім він стягнув свою фалангу, глибиною в сто двадцять чоловік, з 200 кіннотниками на обох флангах, і розташував своїх солдатів для виконання вправ ближнього порядку внизу на рівнині, на очах у іллірійців, у повній тиші. Як описує Пітер Грін:
|                                                          | За поданими сигналами великий ліс сарисс піднімався у вертикальне положення «салют», а потім опускався горизонтально, як для бойового порядку. Щетинистий спис гойдався то праворуч, то ліворуч, в ідеальному унісоні. Фаланга просувалася вперед, згуртувавшись у колони й шеренги, проходила різноманітними складними строю, наче на плацу, — усе без жодного слова. Нічого подібного варвари ще не бачили. Зі своїх позицій на навколишніх пагорбах вони дивилися вниз на цей дивний ритуал, ледь вірячи своїм очам. Потім потроху одна група за одною почали наближатися, напівналякані, напівзахоплені. Александр спостерігав за ними, чекаючи психологічного моменту. Потім, нарешті, він дав свій останній заздалегідь обумовлений сигнал. Ліве крило кінноти розвернулося в стрій клином і кинулося в атаку. Тієї ж миті кожен із фаланги вдарив списом по щиту, і з тисячі ротів пролунав жахливий пронизливий македонський бойовий клич: «Алалалалай!» — лунає й перегукується з гір. Цей раптовий, нищівний вибух звуку, особливо після мертвої тиші, яка йому передувала, повністю знервував племен Главкія, які в дикому замішанні втекли назад із підніжжя до своєї фортеці. |
| — Peter Green, Alexander of Macedon, 356-323 B.C. (1991) | |

Македонські війська зайняли висоту над Пеліумом. Під час цього бою не загинув жоден македонський солдат. Однак про загибель серед легких військ зазвичай не повідомлялося, і невідомо, чи були вбиті в цьому випадку.
Іллірійська легка піхота все ще була на висотах, які контролювали брід, і для Александра було критично важливо захопити ці висоти, щоб отримати контроль над усією рівниною. Перш ніж вступити в бій, Александр вирішив відновити свій табір на протилежному березі річки біля броду, щоб забезпечити безпеку як своїх операцій, так і свого табору. Однак, роблячи це, він наражався на небезпеку потрапити в тил, поки його війська форсували річку. Іллірійці справді напали на нього, вважаючи, що його армія відступає. Тож він наказав своїм військам розвернутися, щоб імітувати наступ, одночасно розпочавши атаку своїми гетайрами. Тим часом він також наказав своїм лучникам розвернутися і пустити стріли з середини течії. Отримавши відносну безпеку на іншому березі річки, Александр зміг вільно постачати свою армію та чекати підкріплення. Однак до того, як прибуло підкріплення, македонські розвідники повідомили, що вони помітили, як іллірійці стали необережними щодо захисту поселення, оскільки вони думали, що Александр відступає.
Діючи на основі цієї розвідки, Александр дочекався настання ночі, а потім кинувся вперед, не чекаючи підходу всієї своєї армії, ведучи своїх лучників, свою щитоносну гвардію, агріанців і бригаду Кена як провідний підрозділ. Потім він кинувся на захисників зі своїми агріанцями та лучниками, які вишикувались у стрій фаланг. Багато іллірійців ще спали і були повністю заскочені зненацька. Послідувала велика бійня; багато іллірійців також потрапили в полон.

## Результат
В результаті цієї облоги Александр здобув Пеліум і побудував там новий форпост, оскільки іллірійці спалили поселення, яке раніше було там. Іллірійці попросили умов, і Александр із задоволенням прийняв їхні умови та дозволив їм присягнути йому на вірність на деякий час. Завершивши завоювання, Александр утвердився як новий монарх, якого слід поважати, і тепер він міг йти на південь до Беотії та боротися з загрозою з боку Фів та Афін.